# Okshola-Kristihola
Okshola-Kristihola – jaskinia krasowa w północnej Norwegii.
W Okshola-Kristihola występuje bardzo skomplikowana sieć korytarzy oraz wielkie komory.